# Harald Leitinger
Harald Leitinger (Kirchdorf in Tirol, Oostenrijk, 15 september 1984) is een Oostenrijkse dartsspeler die uitkomt voor de PDC. Hij haalde zijn tourkaart voor 2020/2021 door op de Europese Q-School van 2020 de finale van dag 1 te winnen van Martijn Kleermaker.